# Tiếng Tuvalu
Tiếng Tuvalu là một ngôn ngữ Polynesia nằm trong nhóm ngôn ngữ Ellice, được nói tại Tuvalu. Nó ít nhiều có quan hệ với các ngôn ngữ Polynesia khác, như tiếng Hawaii, tiếng Maori, tiếng Tahiti, tiếng Samoa, và tiếng Tonga, và gần gũi nhất với những ngôn ngữ "Polynesia ngoại biên" nằm trong Micronesia và Melanesia. Tiếng Tuvalu đã vay mượn đáng kể từ tiếng Samoa, ngôn ngữ của những nhà truyền giáo Kitô tại đây vào thế kỷ 19 và 20.
Dân số Tuvalu là khoảng 10.837 người (2012). Ước tính có khoảng 13.000 người nói tiếng Tuvalu trên thế giới. Năm 2015, ước tính có 3.500 người Tuvalu sống ở New Zealand, một nửa số đó sinh ra tại đây và 65% người Tuvalu tại New Zealand biết nói tiếng Tuvalu.

## Cách phát âm
Hệ thống âm thanh của Tuvaluan bao gồm năm nguyên âm (/ i /, / e /, / a /, / o /, / u /) và 10 hoặc 11 phụ âm (/ p /, / t /, / k /, / m /, / h /, / l /), tùy thuộc vào phương ngữ. Tất cả các âm thanh, kể cả phụ âm, có dạng ngắn và dài, tương phản. / h / chỉ được sử dụng trong trường hợp hạn chế trong phương ngữ Nukulaelae. Phoneme / ŋ / được viết bằng ⟨g⟩. Tất cả các âm thanh khác được thể hiện bằng chữ cái tương ứng với các ký hiệu IPA của chúng. Giống như hầu hết các ngôn ngữ Polynesia, các âm tiết Tuvaluan có thể là V hoặc CV. Không có sự hạn chế về vị trí của phụ âm, mặc dù chúng không thể được sử dụng ở cuối các từ (theo các hạn chế syllabic). Các cụm phụ âm không có sẵn ở Tuvaluan. Không có âm tiết để mọi nguyên âm được nghe riêng. Ví dụ: taeao 'tomorrow' được phát âm là bốn âm tiết (ta-e-a-o).